# Інформатика в житті США (виставка)
«Інформа́тика в житті́ США» — американська виставка, яка проходила у 1987—1988 роках у дев'яти великих містах СРСР — Москва, Київ, Ростов-на-Дону, Тбілісі, Ташкент, Іркутськ, Магнітогорськ, Ленінград і Мінськ.
Демонструвалися останні досягнення США у галузі обчислювальної техніки, зв'язку, телекомунікацій.
Проведена відповідно до угоди про культурний обмін, підписаної Рональдом Рейганом і Михайлом Горбачовим у листопаді 1985 року в Женеві. Виставку фінансувало Інформаційне агентство США. Була згадана Рональдом Рейганом 31 травня 1988 року в промові перед студентами Московського державного університета.

## Тематика
Виставка була орієнтована переважно на пересічну людину, мала рекламний та інформаційний характер, наочно показала рівень розвитку інформаційних технологій в США. Більшість відвідувачів виставки вперше побачили комп'ютерну техніку «наживо».
Розділи виставки:
- дім;
- медицина та охорона здоров'я;
- культура та дозвілля;
- робоче місце;
- освіта;
- епоха інформації.

## Україна
Виставка відбувалася з 13 серпня по 12 вересня 1987 року в Києві на території ВДНГ УРСР.